# Amaro Rodríguez Felipe
Amaro Rodríguez Felipe y Tejera Machado (San Cristóbal de La Laguna, 3 de maig 1678 - San Cristóbal de La Laguna, 4 d'octubre de 1747), més conegut com a Amaro Pargo, va ser un famós corsari espanyol nascut a l'illa de Tenerife (Illes Canàries). Va ser un dels corsaris més famosos de l'Edat d'or de la pirateria i una de les personalitats més importants de l'Espanya del segle xviii.
La seva joventut va estar influenciada per la presència i el creixement de la pirateria a les Illes Canàries. Era temut per uns i admirat per altres; a les bodegues dels seus vaixells transportava esclaus que utilitzava en plantacions del Carib. Tenia una gran fortuna, però a causa de la seva amistat amb la religiosa María de León Bello y Delgado (Sor María de Jesús) va començar a realitzar obres de caritat i tenia un especial interès a canviar la pobresa. Amaro Pargo va ser testimoni de molts miracles d'aquesta monja.
Anys abans de morir, a Madrid va ser declarat Hidalgo i va morir el 4 octubre de 1747 a San Cristóbal de La Laguna. Va ser enterrat en el convent de San Domingo de Guzmán a La Laguna.